# Озеро Підкова
О́зеро Підко́ва — заплавне озеро в Україні. Розташоване в межах Коропського району Чернігівської області, на південний схід від села Деснянське і на захід від села Тиманівка (Шосткинський район), на лівобережній заплаві Десни. Об'єкт туризму.

## Етимологія
Озеро отримало назву завдяки своїй незвичній формі у вигляді підкови. Інша назва озера — Підкова щастя. Його можна побачити з оглядового майданчика «Пузирева гора».
Озеро Підкова розташоване в межах Мезинського національного природного парку.

## Озеро Підкова і довколишня місцевість

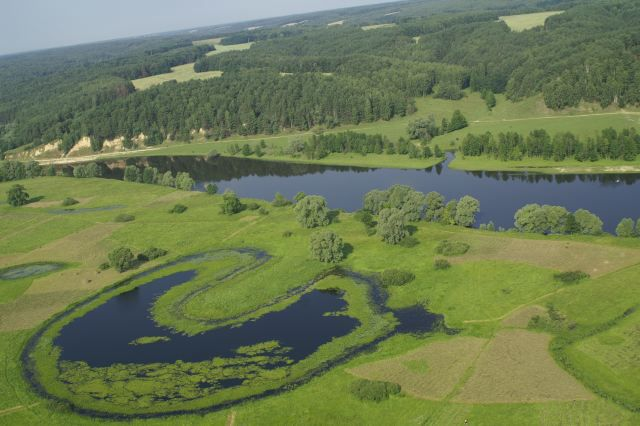
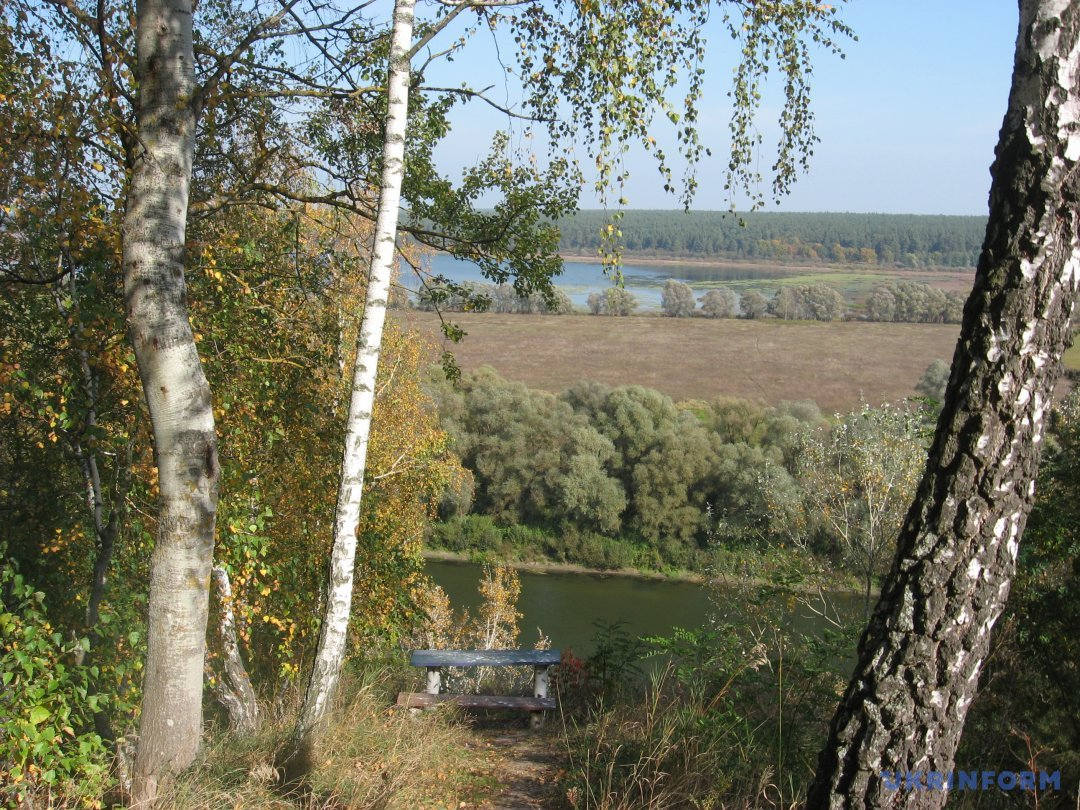
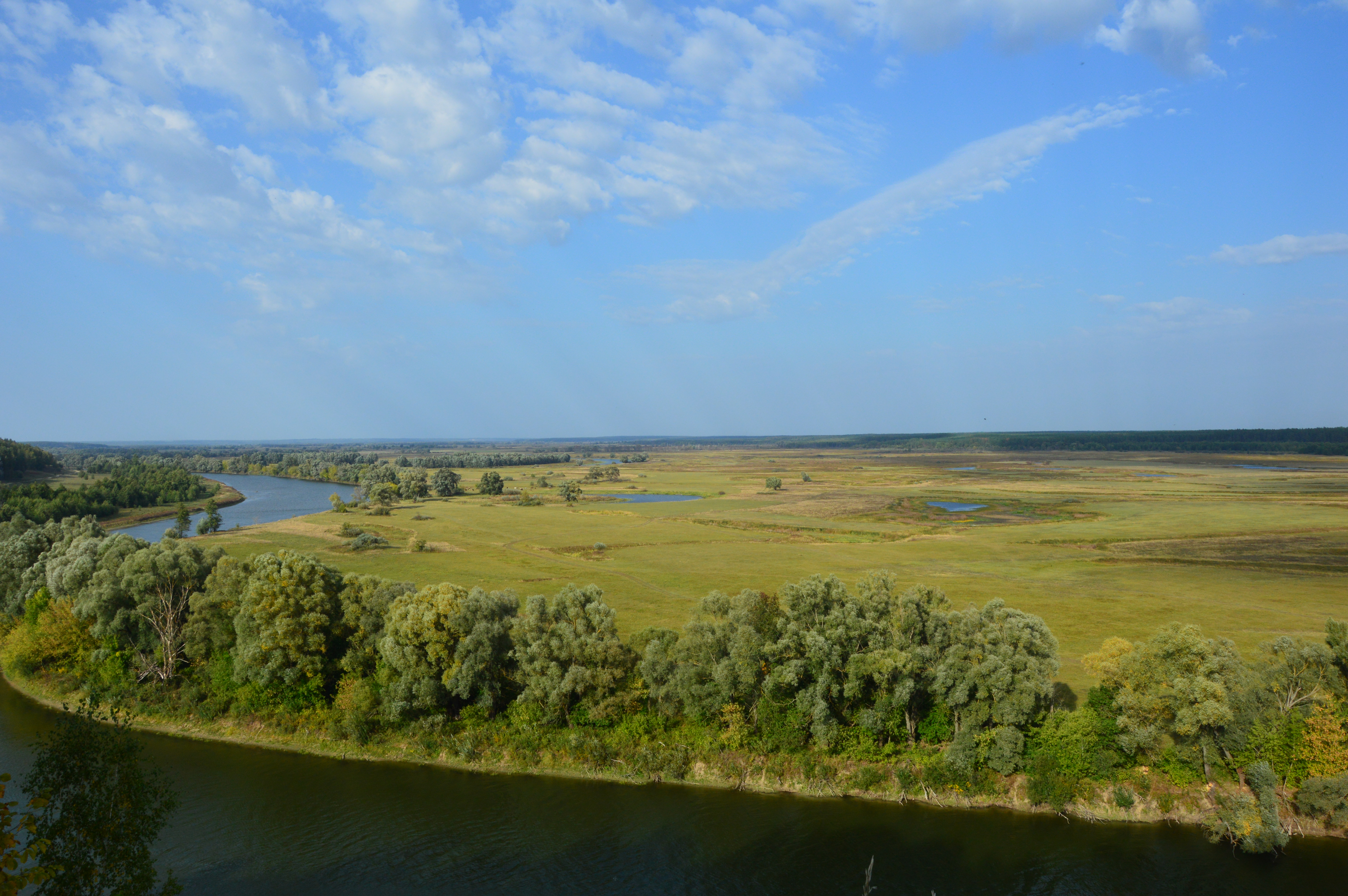
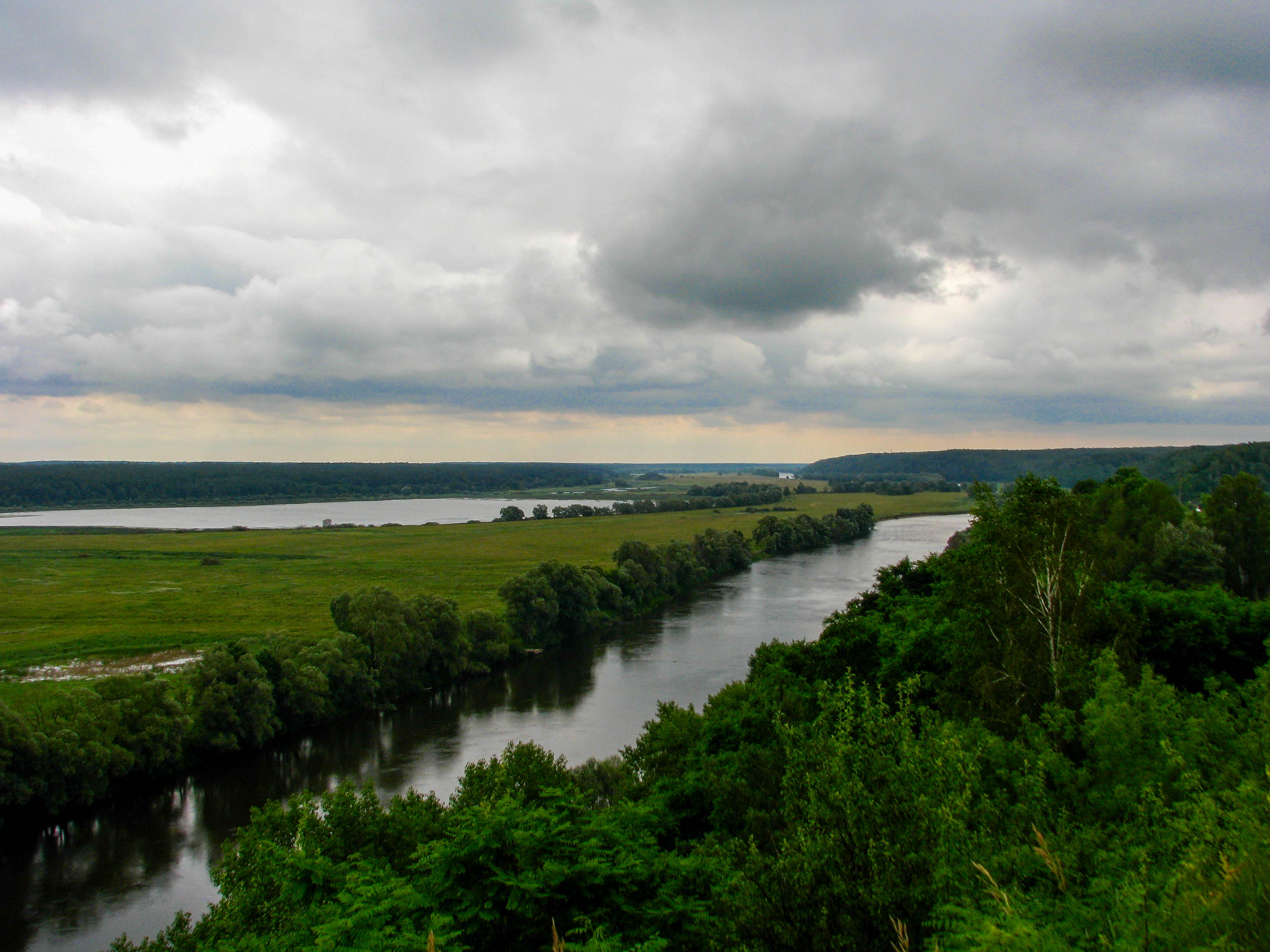
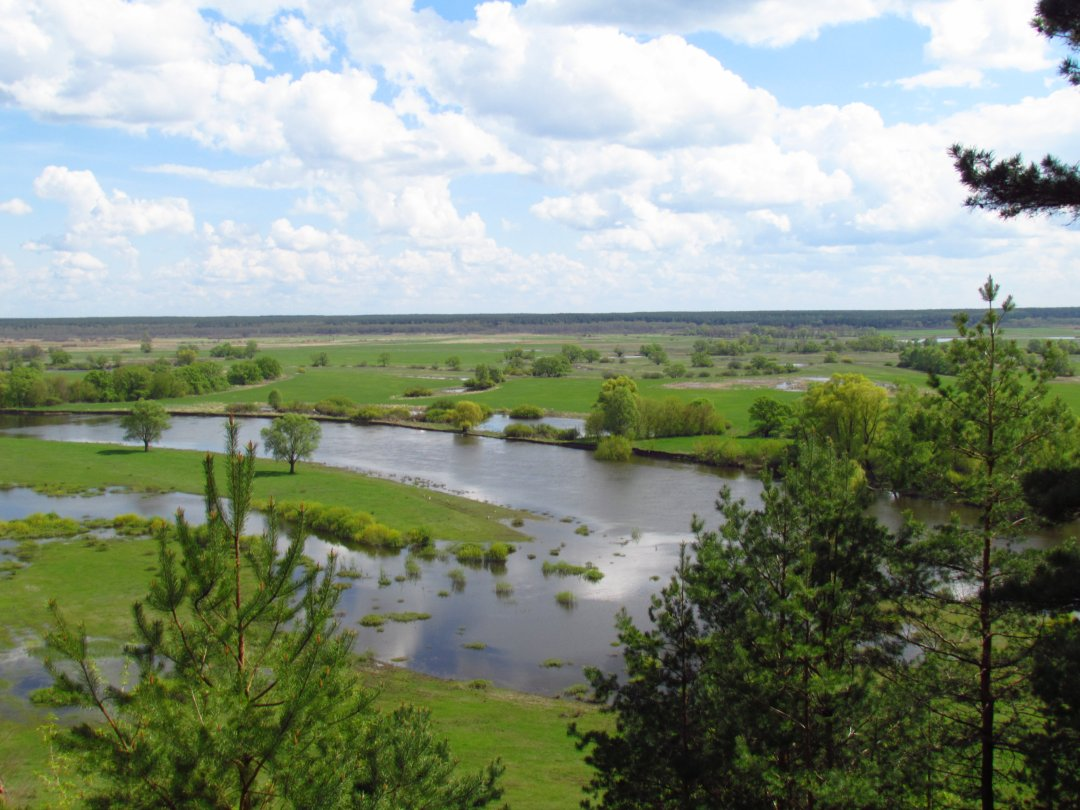
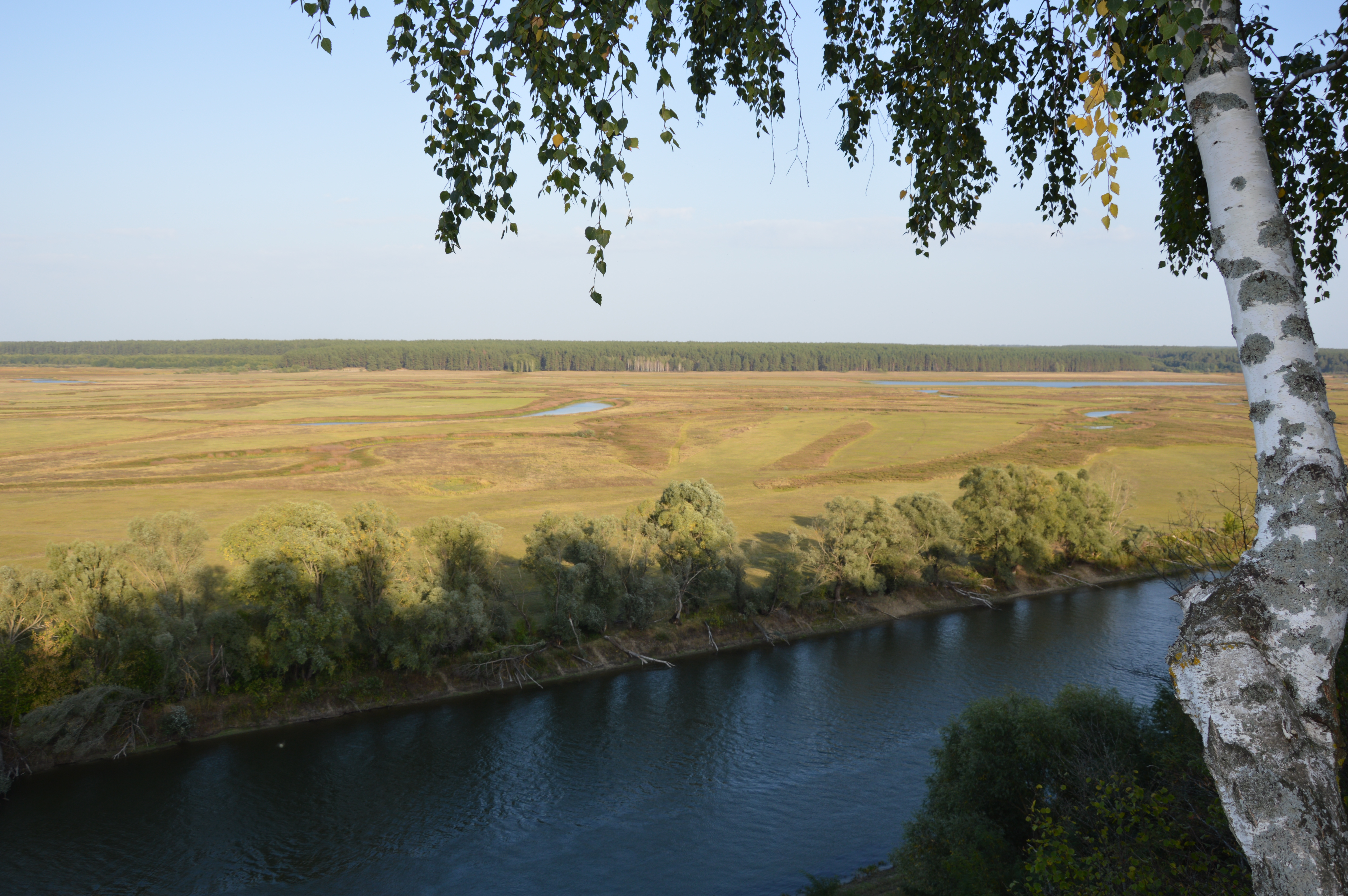
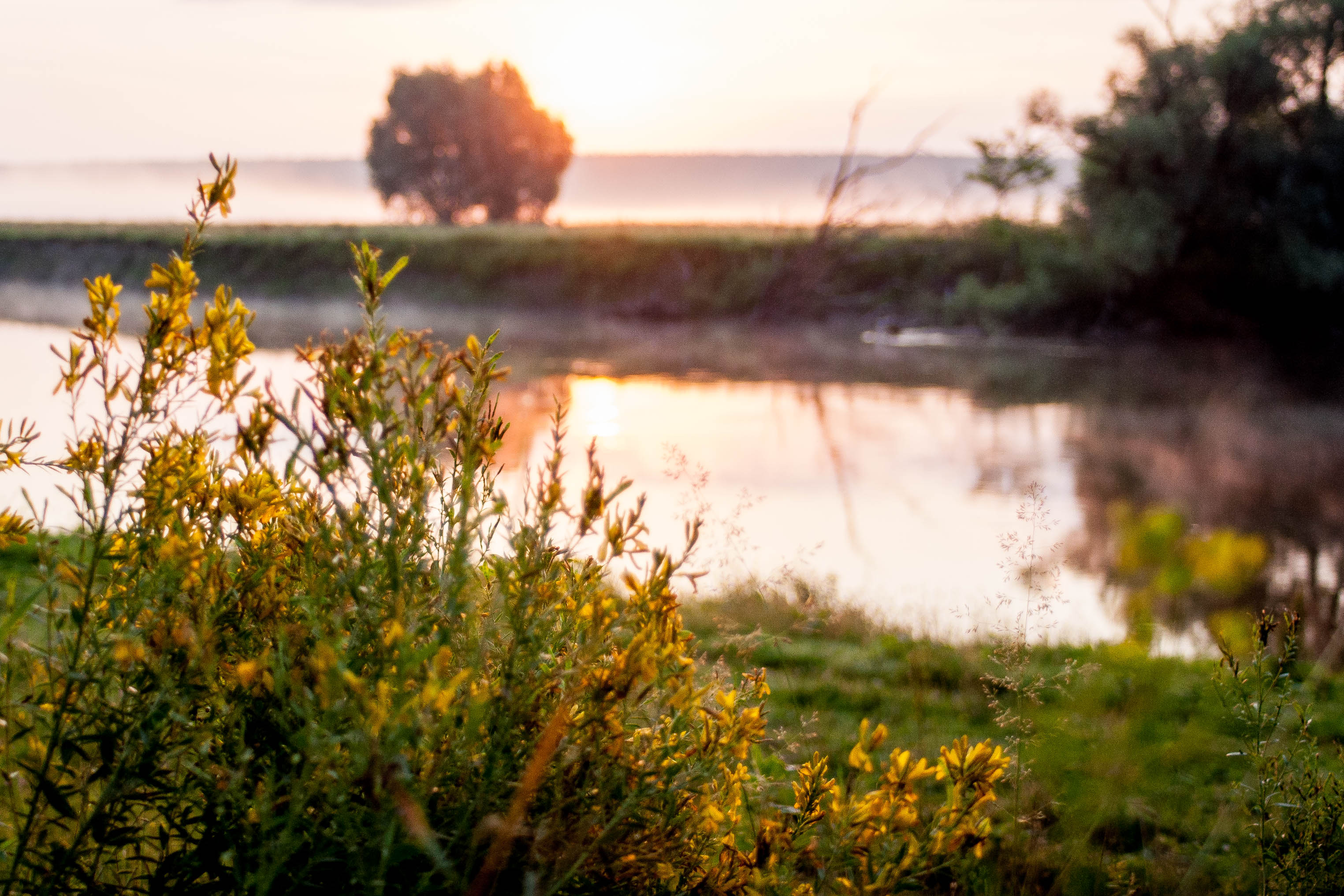
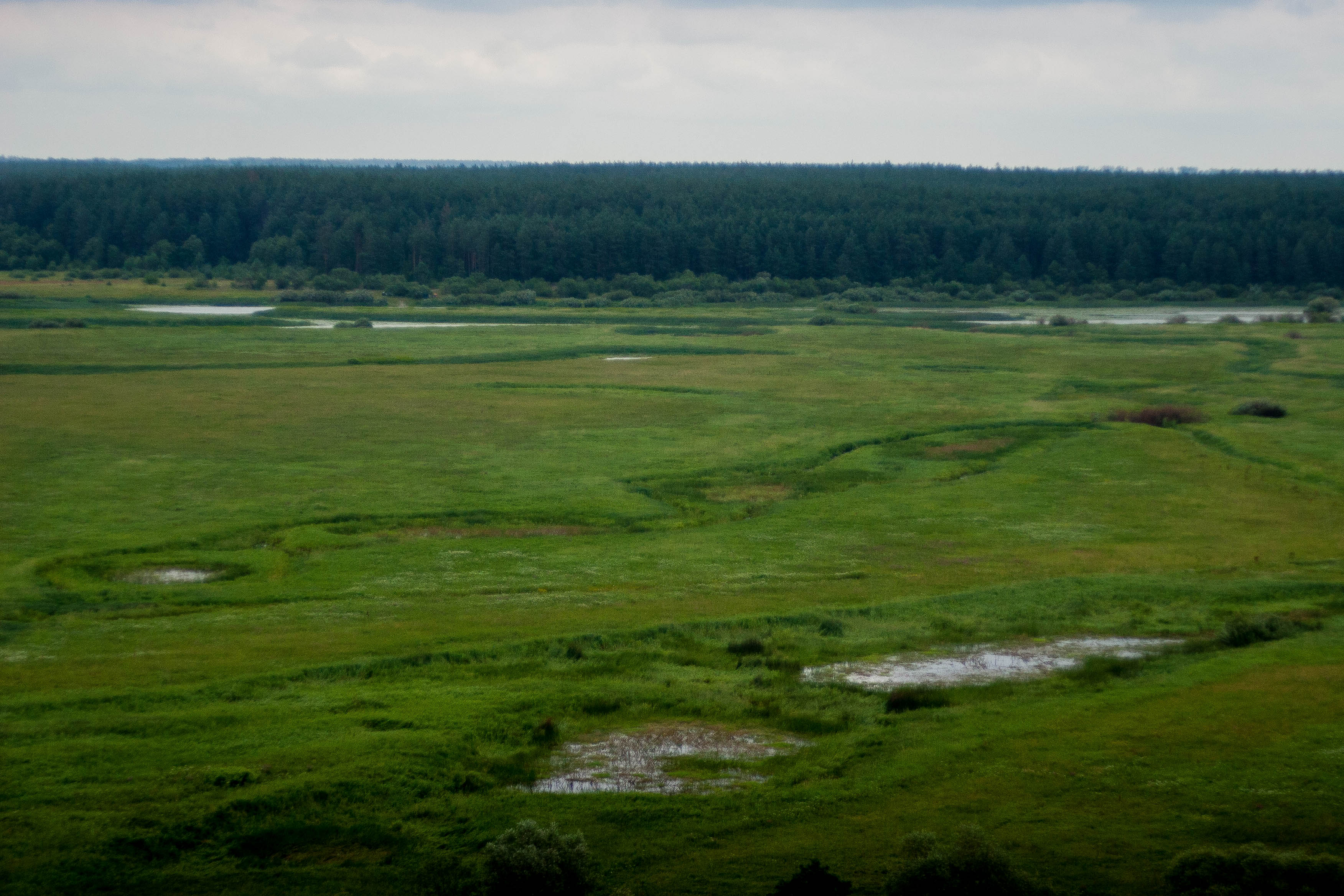